# روابط آلمان و لسوتو
روابط آلمان و لسوتو به روابط دو جانبه میان آلمان و لسوتو اشاره دارد. این دو کشور از سال ۱۹۶۶ دارای روابط دیپلماتیک رسمی هستند.

## تاریخچه
جمهوری فدرال آلمان در ۱۵ فوریه ۱۹۶۶، پس از استقلال لسوتو، روابط دیپلماتیک خود را با این کشور برقرار کرد و دو سال بعد سفارت خود را در ماسرو افتتاح نمود. لسوتو نیز در سال ۱۹۷۶ روابط رسمی خود را با آلمان شرقی برقرار کرد و در سال ۱۹۸۲، لیبوا جاناتان، نخست‌وزیر وقت لسوتو، طی یک سفر رسمی سه‌روزه از آلمان شرقی دیدار نمود.
در سال ۱۹۹۴، آلمان سفارت خود را در ماسرو تعطیل کرد. به‌جای آن، در سال ۲۰۰۵ یک مرکز کنسولی مشترک با آلیانس فرانسز در ماسرو راه‌اندازی شد. لسوتو همچنان دارای سفارت در برلین است.
میان دو کشور گهگاه دیدارهای سطح بالا انجام شده است. لتسی سوم، پادشاه لسوتو، در آوریل ۲۰۱۳ و مه ۲۰۲۳ از آلمان دیدار کرد. همچنین فرانک والتر اشتاین‌مایر، رئیس‌جمهور آلمان، در دسامبر ۲۰۲۴ به لسوتو سفر کرد و به نخستین رئیس‌جمهور آلمان تبدیل شد که از این کشور بازدید می‌کند.

## روابط اقتصادی
روابط اقتصادی آلمان با لسوتو توسعه‌نیافته است. در سال ۲۰۲۴، صادرات کالاهای آلمانی به لسوتو ۴٫۴ میلیون یورو و واردات از این کشور ۴٫۸ میلیون یورو بود. لسوتو در رده‌بندی شرکای تجاری آلمان، در جایگاه ۱۸۳ قرار دارد.
از طریق همکاری‌های منطقه‌ای اتحادیه اروپا با جامعه توسعه جنوب آفریقا (SADC)، آلمان در لسوتو کمک‌های توسعه‌ای ارائه می‌دهد. محورهای اصلی این کمک‌ها شامل مدیریت منابع آب، توسعه انرژی‌های تجدیدپذیر، ایجاد زنجیره‌های ارزش منطقه‌ای و پیشگیری از خشونت مبتنی بر جنسیت است. سازمان همکاری بین‌المللی آلمان (GIZ) در لسوتو دارای یک دفتر نمایندگی است. همچنین، پروژه‌هایی با مشارکت سازمان‌های غیردولتی نیز در این کشور فعال‌اند.

## روابط فرهنگی
مؤسسه مبادلات آکادمیک آلمان (DAAD) با دانشگاه ملی لسوتو که تنها دانشگاه این کشور است، همکاری می‌کند تا زمینه تبادل دانشجویان و اعضای هیئت علمی را فراهم کند.
همچنین، آنتوان هی، مربی آلمانی، بین سپتامبر ۲۰۰۴ تا ژانویه ۲۰۰۶ سرمربی تیم ملی فوتبال لسوتو بود.

## نمایندگی‌های دیپلماتیک
آلمان دارای سفارت در پرتوریا (پایتخت آفریقای جنوبی) است که در لسوتو نیز اعتبار دارد.
لسوتو دارای سفارت در برلین است.